# Kościół św. Antoniego Padewskiego w Gdańsku

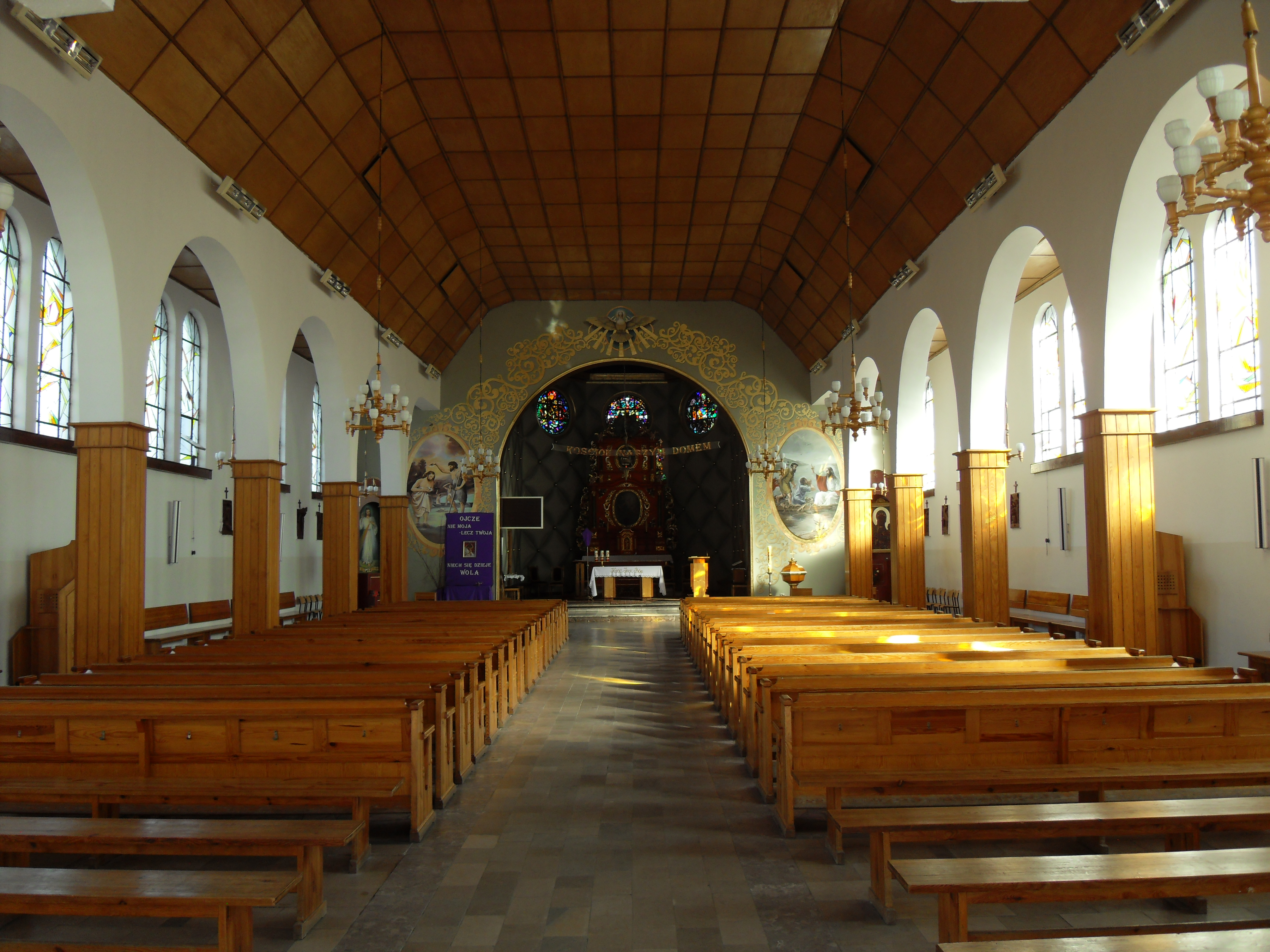
Wnętrze kościoła

Kościół pw. św. Antoniego Padewskiego w Gdańsku – rzymskokatolicka świątynia parafialna w Gdańsku-Brzeźnie zbudowana w latach 1922–1924 według projektu prof. Friedricha Fischera, a konsekrowana 13 czerwca 1926 roku przez biskupa Edwarda O’Rourke.

## Historia
Wraz z rozbudową rybackiej osady i kąpieliska w Brzeźnie, miejscowi katolicy rozpoczęli starania o posiadanie własnego kościoła.

### Budowa
1912 - z inicjatywy katolickich mieszkańców Brzeźna proboszcz parafii przy kościele pw. św. Jadwigi w Nowym Porcie zwrócił się z pismem do kurii biskupiej w Pelplinie o zgodę na zakup ziemi i budowę kościoła w Brzeźnie; Brzeźno liczyło ok. 2 000 katolików;
1913, 13 maja - powołanie Komitetu Budowy Kościoła w Brzeźnie;
1914 - wydanie przez Kurię zgody i 1 kwietnia zakup działki przy Danzigerstraße (obecnie ulica Gdańska);
1920 - po przerwie spowodowanej wojną, Komitet Budowy Kościoła wznowił działalność sprzedając działkę pod budowę i zakupując nową przy ul. Dworskiej 2 (do 1945 Weißhöfer Straße), stanowiącą docelową lokalizację kościoła;
1922, 18 lutego - mianowanie dekretem kurii biskupiej ks. Pawła Schütza kuratorem w Brzeźnie;
1922, 19 czerwca - rozpoczęcie budowy kościoła;
1922, 16 lipca - uroczyste wmurowanie kamienia węgielnego przez biskupa O’Rourke;
1922, październik - pierwsze odprawienie nieszporów w surowych jeszcze murach świątyni;
1923 - przyszła parafia liczyła 2 511 wiernych;
1923, czerwiec - pierwsza msza; wstawienie okien, budowa dachu, chóru i wieży (dzwon na wieży pochodzi z niedokończonego okrętu SMS Graf Spee);
1923, 31 października - wydanie przez Senat Wolnego Miasta Gdańska zgody na budowę parafialnej nekropolii;
1924 - otynkowanie ścian, wykończenie stropów, wstawienie ław;
1924, 26 października - uroczyste poświęcenie kościoła;
1925 - przyszła parafia liczyła 1 549 wiernych; Theo Landmann wykonał pięć witraży przeznaczonych do świątyni, przedstawiających sceny z życia św. Antoniego;
1926, 13 czerwca - konsekracja świątyni pw. św. Antoniego Padewskiego;
1928–1930 - powstały kolejne witraże autorstwa Theo Landmanna: „Patroni stowarzyszeń parafialnych” (3 okna), „Tajemnice Różańca Świętego” (15 okien), „Tajemne symbole katakumb” (4 okna), „Przez Krzyż do zwycięstwa” (2 okna);
1929, 20 lutego - ustanowienie Brzeźna parafią filialną przez biskupa gdańskiego.

### Okres do 1945 roku
1930 - parafia liczyła 2650 wiernych;
1938 - proboszczem parafii został brat Pawła Schütza - Leon; parafia liczyła 2805 wiernych;
1939 - powołanie na proboszcza Bruno Binnebesela;
1943 - aresztowanie Bruno Binnebesela pod zarzutem słuchania stacji radiowych głoszących treści niezgodnych z duchem narodowego socjalizmu;
1944, 13 listopada - egzekucja Bruno Binnebesela;
1944 - tymczasową funkcję administratora parafii obejmuje Leon Schlipe;
1945, luty - przejęcie parafii przez Piotra Thiessena;
1945, marzec - w wyniku walk na terenie Brzeźna zniszczony został dach świątyni, popękały jej mury, strącono wieżę kościelną. Ponadto zniszczeniu uległy okna, witraże oraz część ławek. Rozkradzione zostały naczynia liturgiczne;
1945, kwiecień - zajęcie kościoła i plebanii przez żołnierzy Armii Czerwonej. Kościół zamieniono na magazyn sprzętu wojskowego i stajnię, natomiast plebanię na kwaterę radzieckich oficerów;

### Okres powojenny
1945, 30 lipca - nominację na proboszcza otrzymał Adam Szczepański;
1945, sierpień - wyjazd Piotra Thiessena do Niemiec;
1946, 31 marca - oddanie do użytku odbudowanego kościoła;
1947 - budowa nowej wieży kościelnej;
1952 - proboszczem został Brunon Głombiowski;
1962 - parafia liczyła 6000 wiernych;
1966 - rezygnacja proboszcza Głombiowskiego i przejęcie parafii przez Zygmunta Pawłowicza;
1969 - parafia liczyła 8000 wiernych;
1980 - rozbudowa i remont kościoła;
1981 - rozpoczęcie trwającej 2 lata budowy domu katechetycznego;
1985 - mianowanie Zygmunta Pawłowicza biskupem pomocniczym diecezji gdańskiej. Funkcję proboszcza objął Bernard Zieliński;
2003 - parafia liczyła 12 354 wiernych

## Proboszczowie
1. Paweł Schütz od 1922 roku
2. Leon Schütz od 1938 roku
3. Bruno Binnebesel od 1939 roku
4. Leon Schlipe od 1944 roku
5. Piotr Thiessen od 7 lutego 1945 roku
6. Adam Szczepański od 30 lipca 1945 roku
7. Brunon Głombiowski od 1952 roku
8. Zygmunt Pawłowicz od 1966 roku
9. Bernard Zieliński od 1985 roku
10. Jan Świstowicz od 2015